# Velasquita Sanches de Pamplona
Velasquita Sanches ou Belasquita Sanches (n. 908) foi uma infanta de Navarra por nascimento.

## Família
Velasquita foi a quarta filha e criança nascida do rei Sancho Garcês I de Pamplona e de Toda Aznares. Os seus avós paternos eram Garcia Jimenes, rei de Pamplona e Daldidis de Pallars. Os seus avós maternos eram Aznar Sanches de Larraun, conde de Aragão e Onneca Fortunes.
Ela teve seis irmãos, que eram: Onneca, esposa do rei Afonso IV de Leão; Sancha, esposa do rei Ordonho II da Galiza e Leão; Urraca, esposa do rei Ramiro II de Leão; Orbita, provavelmente casada com al-Tawil, governador de Huesca; o rei Garcia Sanches I de Pamplona, e Munia.

## Biografia
Após o ano de 923, a infanta casou-se com Munio Velaz, Conde de Álava e Biscaia. É possível que Munio Velaz e Munio López, casado com Elvira Vermúdez, tenham sido a mesma pessoa. O conde era filho de Vela Jimenes, conde de Álava e de sua esposa de nome desconhecido.
O casal teve quatro filhos, três meninos e uma menina. Munio faleceu em data desconhecida.
Em 930, Velasquita casou-se pela segunda vez com Galindo de Ribagorça, filho do conde Bernardo I de Ribagorça e de sua esposa, Tota.
Eles não tiveram filhos. A data de morte de Galindo é desconhecida.
Por fim, ela tornou-se esposa de Fortunio Galindes, Senhor em Nájera, e governador de Nájera de 928 a 973. Ele era filho de Galindo II Aznares, conde de Aragão e Sancha Garcês de Navarra. 
Eles tiveram apenas um filho.

## Descendência
De seu primeiro casamento:
- Aznar Munhoz;
- Lopes Munhoz (m. 1015)
- Sancho Munhoz;
- Velasquita Munhoz;

De seu terceiro casamento:
- Oggoa Fortunio (n. c. 940), senhor de Nájera. Foi casado, e teve descendência. [5]